# Світлий Дол
Сві́тлий Дол (рос. Светлый Дол) — село у складі Білозерського району Курганської області, Росія. Адміністративний центр Світлодольської сільської ради.
Населення — 722 особи (2010, 871 у 2002).